# 여수 흥국사 노사나불괘불탱
여수 흥국사 노사나불괘불탱(麗水 興國寺 盧舍那佛掛佛幀)은 대한민국 전라남도 여수시 흥국사에 있는 조선시대의 탱화이다. 2002년 1월 2일 대한민국의 보물 제1331호로 지정되었다.

## 개요
협시상없이 거대하고 화려한 보주형(寶珠形) 몸광 배와 녹색바탕의 둥근 머리 광배를 갖춘 본존만을 전체 화면에 꽉차도록 단독으로 그리고, 하단 좌우로 보탑을 배치한 단독불화(單獨佛畵) 형식의 괘불화이다.
이 상은 머리에 화불(化佛)이 안치된 화관(花冠)을 쓰고 두 손을 어깨 위까지 들어 좌우로 벌린 설법인(說法印 ; 中品中生印)을 짓고 있어, 삼신불회도(三 身佛會圖) 가운데 보신불(報身佛)을 단독으로 그린 이른바 보살형 노사나불도(菩薩形盧舍那佛圖)임을 알 수 있다. 화면 상단에 화엄탱화의 칠처구회도(七處九會圖) 중 노사나불과 관련이 있는 천상설법(天上說法) 장면, 즉 도리(三會, 도利) 야마(四會, 夜摩) 도솔(五會, 兜率) 타화자재천궁회(六會, 他化自在天宮會)에서 보이는 천궁과 같은 건물의 처마 끝이 표현되어 있다.
당대 최고의 화승 의겸스님과 함께 활동했던 비현(丕賢) 스님이 수화사(首畵師)로 참여한 그림으로, 색채가 선명하고 아름다우며 장식성이 돋보일 뿐만 아니라 필선이 유려하여 세련미가 엿보인다.
불화의 하단에는 제작 당시 괘불 제작에 참여한 시주질(施主秩)과 연화질(緣化秩)이 완전하게 남아 있으며, 뒷면에는 후에 괘불을 보수하면서 기록한 화기가 그대로 남아 있어 당시 괘불 제작의 실태를 연구하는데 귀중한 자료이다.

## 같이 보기
- 흥국사

## 참고 자료
- 여수 흥국사 노사나불괘불탱 - 국가유산청 국가유산포털